# Вадан (Верхняя Сона)
Вада́н (фр. Vadans) — коммуна во Франции, находится в регионе Франш-Конте. Департамент — Верхняя Сона. Входит в состав кантона Пем. Округ коммуны — Везуль.
Код INSEE коммуны — 70510.

## География
Коммуна расположена приблизительно в 300 км к юго-востоку от Парижа, в 35 км западнее Безансона, в 55 км к юго-западу от Везуля.
По территории коммуны протекает река Рези (фр. Résie).

## Население
Население коммуны на 2010 год составляло 137 человек.
| 1962 | 1968 | 1975 | 1982 | 1990 | 1999 | 2010 |
| ---- | ---- | ---- | ---- | ---- | ---- | ---- |
| 104  | 113  | 87   | 81   | 92   | 96   | 137  |

## Экономика
В 2010 году среди 85 человек трудоспособного возраста (15—64 лет) 64 были активными, 21 — неактивными (показатель активности — 75,3 %, в 1999 году было 62,7 %). Из 64 активных жителей работали 56 человек (33 мужчины и 23 женщины), безработными было 8 (2 мужчины и 6 женщин). Среди 21 неактивных 4 человека были учениками или студентами, 11 — пенсионерами, 6 были неактивными по другим причинам.

## Фотогалерея
- Церковь
- Карта коммуны